# Christoph Scheurer
Christoph Scheurer (* 6. Oktober 1956 in Glauchau) ist ein deutscher Politiker (CDU). Er war Landrat des Landkreises Zwickau. 

## Leben und Politik
Nach dem Abitur 1975 leistete Scheurer seinen Grundwehrdienst bei der NVA. 1981 trat er in die CDU ein.
Zwischen 1977 und 1982 studierte Scheurer an der Technischen Hochschule Karl-Marx-Stadt Mathematik. Nach seinem Studium wollte er an der Hochschule arbeiten, was ihm jedoch verboten wurde, weil er sich christlich engagierte. 1987 promovierte er in Berlin in der Akademie der Wissenschaften zum Dr. rer. nat. und war anschließend in Karl-Marx-Stadt am Institut für Mechanik tätig.
Er kandidierte im Mai 1990 als Kreisrat im Landkreis Glauchau und wurde Vorsitzender des Kreistages. 1991 wurde Scheurer mit großer Mehrheit zum Landrat gewählt, welches Amt er am 16. Mai 1991 antrat. Am 26. Juni 1994 wurde er in der Stichwahl mit 64,9 % der Stimmen zum Landrat des im Rahmen der Sächsischen Kreisreform 1994 neugebildeten Landkreises Chemnitzer Land gewählt, was er am 1. August 1994 antrat. 2001 wurde er in diesem Amt bestätigt. Im Juni 2008 wurde er mit 52,7 % der Stimmen im ersten Wahlgang zum Landrat des infolge der letzten Kreisreform neu entstandenen Landkreises Zwickau gewählt. Er hat sein Amt am 1. August 2008 angetreten und wurde 2015 im Amt bestätigt. Seine Amtszeit endete zum 31. Juli 2022. Nachfolger ist seit September 2022 Carsten Michaelis.

## Kritik
Im Januar wurde bekannt, dass das Landratsamt Anfang 2012 einen Kooperationsvertrag mit dem Privatfernsehsender TeleVision Zwickau abgeschlossen hat. Scheurer war mehrfach in der TV-Sendung „TAG aktuell“ zu sehen. Durch den Kooperationsvertrag wurden dem Landrat gegen Entgelt 55 Beiträge garantiert und das „uneingeschränkte Nutzungsrecht“ übertragen, so dass die Videos unter anderem auf der Website des Landkreises in eine Mediathek eingebunden werden konnten und auf YouTube hochgeladen wurden. Weiterhin heißt es im Vertrag, dass es regelmäßig Absprachen zu Inhalten der Filmaufnahmen geben soll. Dabei sollen diese mindestens einmal monatlich zwischen der Leiterin der Pressestelle des Landratsamtes und der Geschäftsführerin von TeleVision Zwickau stattfinden. Laut Aussage der Pressesprecherin des Landkreis Zwickau, Ilona Schilk, trat TeleVision mit dem Angebot einer Kooperation an das Landratsamt heran. TeleVision bestreitet dies. Außerdem, so Schilk wurde nie in Beiträge „hereingeredet“  oder „begutachtet“. Die FDP-Fraktion des Kreistages gab an, auch mit TeleVision zusammengearbeitet zu haben. Auch erwähnt der Geschäftsführer der FDP, man habe dabei inhaltlich zusammengearbeitet.
Am 3. März 2014 erfolgte eine Anhörung von TeleVision Zwickau vor der Sächsischen Landesanstalt für privaten Rundfunk und neue Medien (SLM). Am 24. März beschloss der Medienrat der SLM, gegen TeleVision Zwickau ein Bußgeld in Höhe von 15.000 Euro sowie eine förmliche Beanstandung zu verhängen.